# Plantago winteri

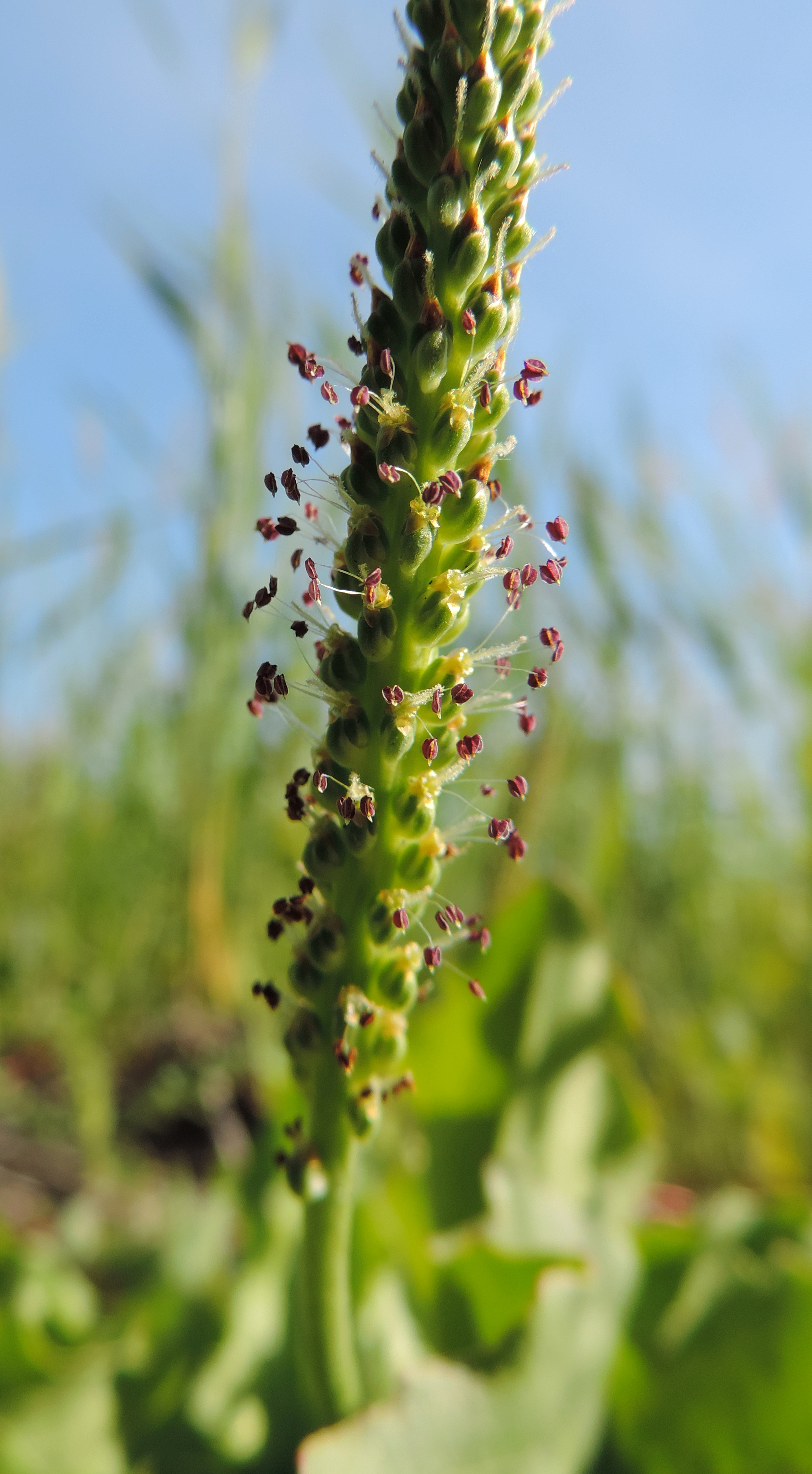

Plantago winteri là một loài thực vật có hoa trong họ Mã đề. Loài này được Wirtg. miêu tả khoa học đầu tiên.